# Édouard Charruyer
Édouard Charruyer, né le 25 avril 1861 à Paris et mort le 23 janvier 1906 à Paris, est un homme politique français.

## Biographie
D'une famille protestante d'armateurs et de propriétaires arrivée à La Rochelle au XVIIIe siècle, fils du négociant Jacques Édouard Charruyer et d'Attila Perrotte, Édouard Jules Charruyer sort ingénieur de l'École centrale des arts et manufactures en 1884 et devient directeur de l'usine à gaz de Saint-Martin-de-Ré.
Conseiller général du canton de Saint-Martin-de-Ré de 1899 à 1905, il est élu député de la Charente-Maritime le 20 août 1893, au premier tour de scrutin, par 9700 voix contre 8605 au député sortant Émile Delmas.
Siégeant sur les bancs républicains, il est réélu aux élections générales du 8 mai 1898, au premier tour de scrutin, une nouvelle fois face à Delmas, puis le 27 avril 1902, toujours au premier tour de scrutin, sans concurrent.

## Publications
- Proposition de loi... (Indemnité pour détention préventive aux victimes d'arrestations erronées) (1897)
- Proposition portant modification de la loi du 21 avril 1898 créant une Caisse de prévoyance entre les marins français contre les risques et les accidents de leur profession
- Rapport... (Modification de la loi du 21 avril 1898 créant une Caisse de prévoyance entre les marins français contre les risques et accidents de leur profession)
- Quatre ans et demi de législature